# James Guy Barrett
James Guy Barrett detto Jim, noto anche come Jim Barrett Jr. (Londra, 5 novembre 1930 – Londra, 21 ottobre 2014) è stato un calciatore inglese, di ruolo attaccante.

## Biografia
Suo padre, Jim Barrett Sr., è stato anch'esso un calciatore professionista, nel West Ham e nella Nazionale inglese.

## Palmarès

### Club

#### Competizioni nazionali
- Coppa d'Inghilterra: 1

Nottingham Forest: 1958-1959